# Liste von Werken Theodor Storms
Diese Liste enthält eine Auswahl der Werke Theodor Storms. 

## Gedichte

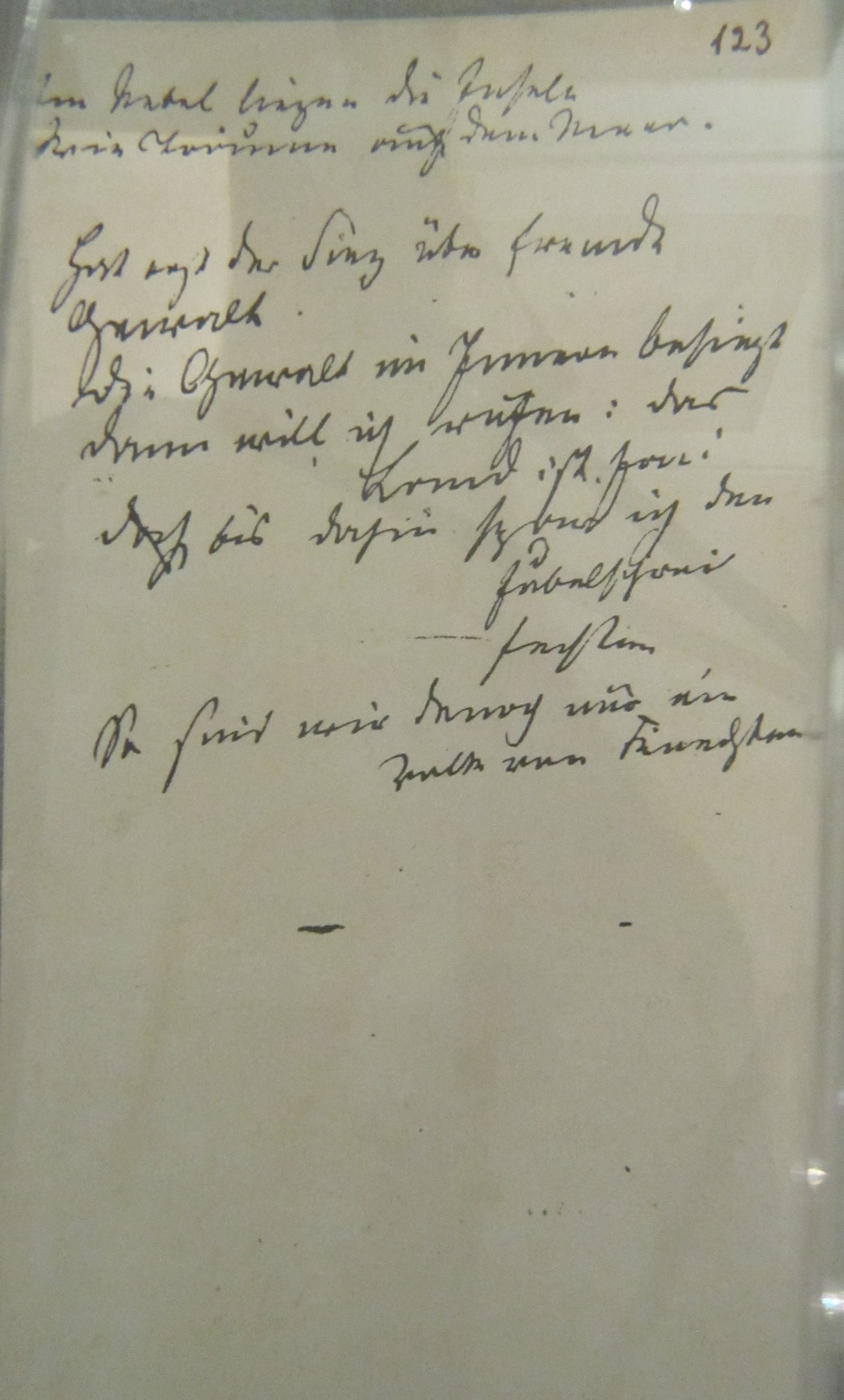
Verse zum Krieg 1870:
Hat erst der Sieg über fremde Gewalt
Die Gewalt im Innern besiegt
Dann will ich rufen: Das Land ist frei!
Bis dahin spar ich den Jubelschrei.

- An Emma (1833)
- Sängers Abendlied (1834)
- Bettlerliebe (um 1843)
- Dämmerstunde (1843)
- Abends (1845)
- Abseits (1847)
- Rote Rosen (1847)
- August (1849)
- Die Kinder (1852)
- Die Stadt (1852)
- Abschied (1853)
- Aus der Marsch (1854)
- Für meine Söhne (1854)
- Am Aktentisch (um 1855)
- April (1859)
- Knecht Ruprecht (1862)
- Beginn des Endes (1864)
- Der Lump (1864)
- Der Zweifel (1864)
- Tiefe Schatten (1865)
- Der Beamte (1867)
- Am Geburtstage (1868)
- Begrabe nur dein Liebstes (1870)
- Constanze (1870)
- An Klaus Groth (1872)
- Geh nicht hinein (1879)
- An Frau Do (1883)
- Die Liebe (1883)
- Über die Heide
- Die Nachtigall
- Oktoberlied
- Von Katzen
- Meeresstrand
- Unter Sternen
- Weihnachtslied

Siehe auch Theodor Storm: Gedichte. Schwers, Kiel 1852. (Digitalisat und Volltext im Deutschen Textarchiv)

## Märchen
- Hans Bär (1837)
- Der kleine Häwelmann (1849)
- Hinzelmeier (1850)
- Bulemanns Haus (1864)
- Die Regentrude (1864)
- Der Spiegel des Cyprianus (1864)

## Novellen und Erzählungen
- Marthe und ihre Uhr (1848)
- Im Saal (1848)
- Immensee (1849)
- Posthuma (1851)
- Ein grünes Blatt (1854)
- Im Sonnenschein (1854)
- Angelica (1855)
- Wenn die Äpfel reif sind (1856)
- Auf dem Staatshof (1859)
- Späte Rosen (1860)
- Drüben am Markt (1861)
- Veronica (1861)
- Unter dem Tannenbaum (1862)
- Am Kamin (1862)
- Im Schloß (1862)
- Auf der Universität (1863)
- Abseits (1863)
- Unterm Tannenbaum (1864)
- Von Jenseit des Meeres (1865)
- In St. Jürgen (1867)
- Eine Malerarbeit (1867)

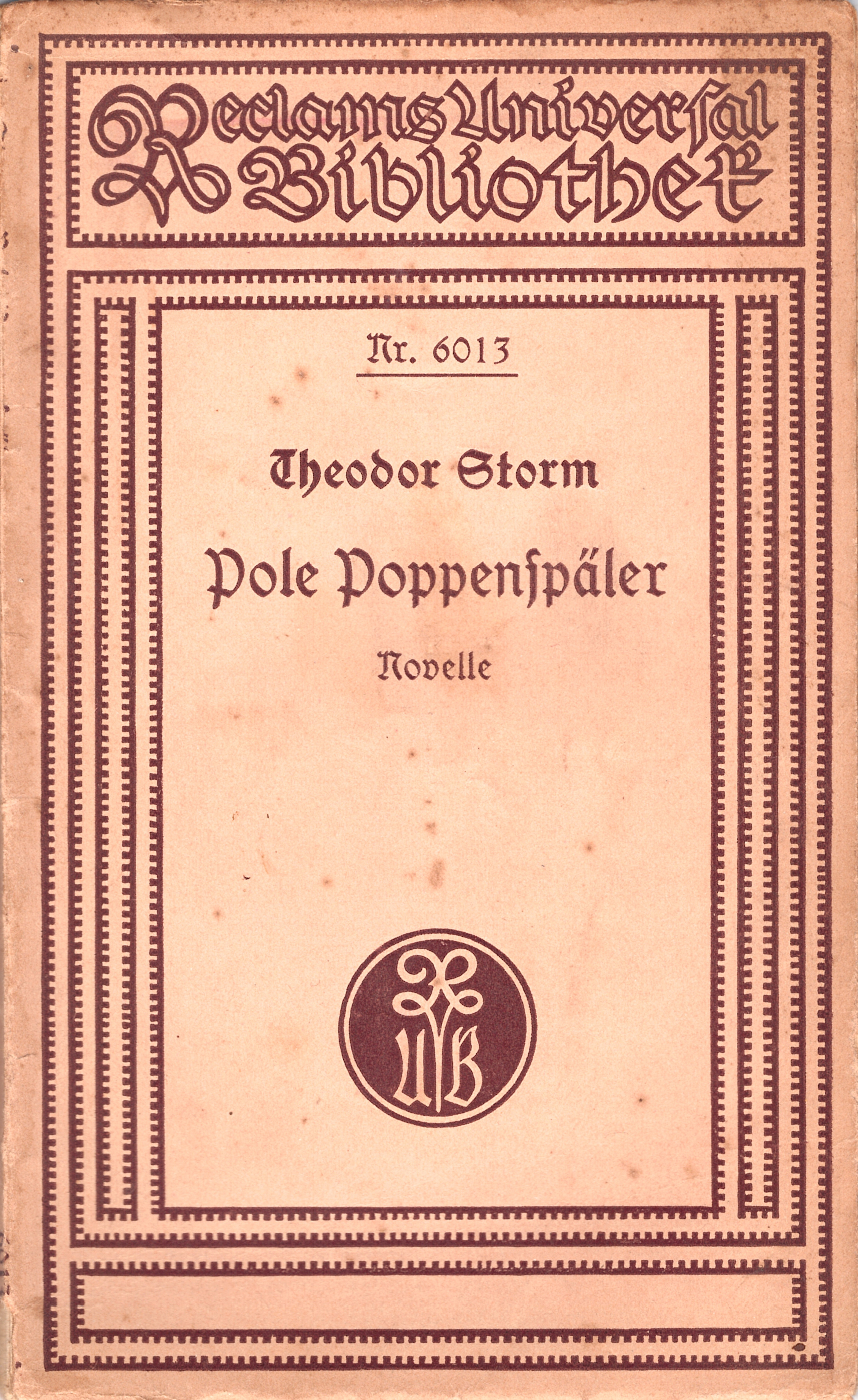
RUB-Nr. 6013, Reclam Leipzig 1919

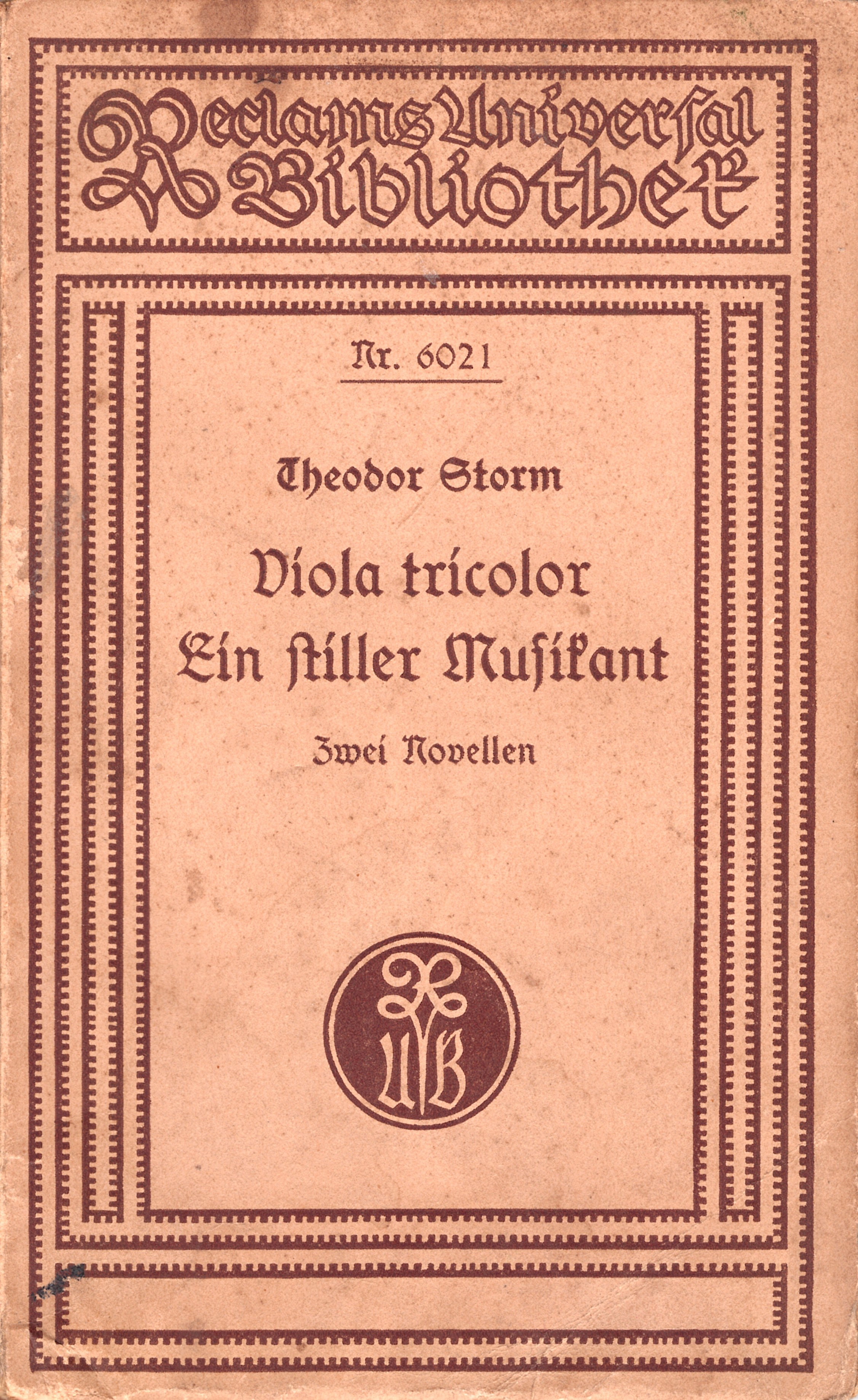
RUB-Nr. 6021, Reclam Leipzig 1919

- Der Amtschirurgus – Heimkehr (1871)
- Eine Halligfahrt (1871)
- Draußen im Heidedorf (1872)
- Lena Wies (1873)
- Pole Poppenspäler (1874)
- Waldwinkel (1874)
- Beim Vetter Christian (1874)
- Viola tricolor (1874)
- Ein stiller Musikant (1875)
- Psyche (1875)
- Im Nachbarhause links (1875)
- Aquis submersus (1876)
- Renate (1878)
- Carsten Curator (1878)
- Eekenhof (1879)
- Die Söhne des Senators (1880)
- Der Herr Etatsrat (1881)
- Hans und Heinz Kirch (1882)
- Schweigen (1883)
- Zur Chronik von Grieshuus (1884)
- John Riew (1885) (Digitalisat und Volltext im Deutschen Textarchiv)
- Ein Fest auf Haderslevhuus (1885)
- Bötjer Basch (1887) (Digitalisat und Volltext im Deutschen Textarchiv)
- Ein Doppelgänger (1887)
- Ein Bekenntnis (1887)
- Sylter Novelle (1887, Fragment)
- Der Schimmelreiter (1888)